# Загублені у космосі (телесеріал, 2018)
«Загублені у космосі» (англ. Lost in Space) — американський науково-фантастичний телесеріал Legendary Television, Synthesis Entertainment, Clickety-Clack Productions і Applebox Entertainment, ремейк однойменного серіалу 1965 року. Прем'єра відбулася на каналі Netflix 13 квітня 2018 року, коли вийшли всі 10 епізодів першого сезону. В такому ж форматі 24 грудня 2019 вийшов другий сезон. 9 березня 2020 серіал було продовжено на третій сезон, який став останнім для серіалу.
Оповідає про родину Робінсонів, посланих на колонізацію іншої зоряної системи. В польоті їхній корабель зазнає аварії, і Робінсонам з іншими колоністами доводиться виживати на невідомій, сповненій небезпек планеті.

## Сюжет

### Перший сезон
У 2046 до Альфи Центавра посилають корабель «Рішучий», призначений доставити до тамтешньої планети 24 менших кораблі «Юпітер», кожен з родиною колоністів. Земля ж стає непридатною для життя через падіння на неї астероїда «Різдвяна зірка». В польоті стається аварія і «Рішучий» опиняється в невідомому регіоні космосу. «Юпітери» евакуюються на найближчу придатну для життя планету.
Родина Робінсонів у складі Морін, Джона, їхнього сина Вілла та дочок Пенні й Джуді падає серед льодовиків. Їхній «Юпітер 2» вмерзає в кригу, колоністи борються за виживання, але їм бракує електрики й палива. Вілл випадково знаходить шлях крізь льодяні тунелі до лісистої низини. Там він виявляє розбитий корабель іншопланетян і робота з нього. Хлопчик допомагає роботу полагодитися, а той рятує його з лісової пожежі. Вілл приводить робота до родини, де він допомагає пережити морози і витягти корабель з-під криги.
Тим часом контрабандист Дон Вест і Джун Гарріс, яка видає себе за доктора Сміт, опинилися в степовій частині планети. Вони знаходять поранену Ангелу, Сміт з Вестом за першої ж нагоди покидають її, коли поряд проїжджає всюдихід Робінсонів. Поступово вдається знайти інших колоністів. Вілл розкриває, що робот спричинив аварію на «Рішучому» і вбив багатьох з екіпажу, але після ремонту не пам'ятає чому. Колоністи об'єднуються, проте покинути планету стає неможливо через місцевих тварин, які харчуються паливом. Робінсони вирішують тримати існування робота в таємниці та залишають його в печері. Колоністи знаходять супутникову тарілку «Рішучого», але нею не вдається скористатися для зв'язку з кораблем. Натомість вони конструюють світловий маяк, але він приманює місцевого хижака. Сміт переконує робота захистити поселення, однак це розкриває таємницю Робінсонів. Робота вирішують лишити, попри протести Ангели. Паралельно Морін дізнається, що в системі планети існує чорна діра, яка деформує її орбіту. Через це планета періодично настільки наближається до зорі, що жити на ній для людей стане неможливо. Сезон смертельної спеки настане вже за кілька тижнів чи місяців.
Ангела користується потай виготовленим Віллом пістолетом, щоб застрелити робота. Вілл не дозволяє роботу завдати удару у відповідь, але наказує йому впасти зі скелі. Сміт знаходить уламки робота і складає їх з метою підкорити робота собі. На «Рішучий» стає можливо послати один «Юпітер», але він вибухає, Джон і Дон опиняються у відкритому космосі. Морін дізнається, що двигун «Рішучого» іншопланетний. «Різдвяна зірка» насправді була кораблем прибульців, збитим землянами, а робот намагався повернути двигун. У печерах колоністи знаходять сировину для палива, що дозволяє заправити всі «Юпітери» та відправити їх до «Рішучого».
Сміт пропонує використати робота, тепер покірного їй, щоб врятувати Джона з Доном. На «Юпітері» вони досягають їх і затягують на борт. Вони не знають, що робот потай сховав на кораблі міжзоряний двигун. Морін викидає робота в космос, але невдовзі він повертається з іншим роботом на полагодженому судні. Обоє агресивні і хочуть забрати двигун, але перший робот згадує дружбу з Віллом і рятує малого. На підльоті до «Рішучого» корабель Робінсонів опиняється під контролем іншопланетян. Він розвертається і здійснює стрибок до невідомої подвійної зорі.

### Другий сезон
«Юпітер 2» вже сім місяців перебуває на невідомій планеті. Робінсони живуть там завдяки зведеному куполу, де вирощують кукурудзу, проте не можуть відлетіти через брак електрики. Вілл сумує за роботом, якого назвав Сімом. Джон вважає, що на цій планеті варто залишитись. Сміт потай пошкоджує купол, через що весь урожай гине. Це спонукає Джона до роздумів про відліт. Робінсони вирішують зарядити корабель у відкритому морі від блискавок, для чого обладнують «Юпітер 2» саморобними вітрилами. Вони дістаються до штучного жолоба, який оперізує планету, проте весь план розвалюється через низку випадковостей. На борту виявляється рука ворожого робота, котру замикають у контейнері. Дона паралізують місцеві водорості, Сміт переливає йому свою кров, а зразок водоростей ховає в книзі, котру написала Пенні. Зрештою корабель заряджається і злітає в космос, де ловить сигнал «Рішучого».
Виявляється, що «Рішучий» було покинуто сім місяців тому через напад другого робота. Робінсонам вдається заманити його у відсік. Тим часом Сміт стирає всі записи про свої колишні злочини та підробляє собі документи. Після цього на борт з найближчої планети прибувають евакуйовані колоністи. Лідер колоністів Віктор Дхар замислює скористатися зв'язком Вілла з першим роботом. Він розповідає Робінсонам, що «Різдвяна зірка» пілотувалася роботом, прозваним Опудалом. Ув'язнивши його, Віктору вдавалося спрямовувати «Рішучий» куди потрібно, поки робот не вирвався. Вілл намагається подружитися з Опудалом, але марно. Натомість він виявляє відбиток долоні Сіма, що насилає видіння планети, де осіли колоністи. З цього хлопчик розуміє, що Сім знаходиться там. Сміт потрапляє під варту за підозрою в самозванстві. Як доказ невинності, вона пропонує слідчому почитати книгу Пенні, і слідчого паралізує залишена там водорость. «Рятуючи» його, Сміт переконує колоністів у своїх добрих намірах. Вода на планеті виявляється заражена своєрідним вірусом, який руйнує всі метали і ця інфекція проникає на «Рішучий».
Вілл з Морін і Віктором знаходять робота, проте той згадує їхні спільні пригоди в неправильному порядку. Вілл розуміє, що це — нападник, а Опудало — насправді Сім, але робота вдається вимкнути електромагнітним імпульсом і повернути на борт «Рішучого».
Сміт втирається в довіру до командування, котре очолив Гастінгс, та дізнається, що до «Рішучого» наближаються прибульці. Тому корабель готується до відльоту, лишивши частину колоністів на планеті. В той час на планеті Віллу вдається знайти справжнього Сіма та дістатися з дорослими до «Юпітера 2». Вони відлітають до «Рішучого», проте робот відмовляється активувати двигун, поки всі колоністи не будуть забрані. Для всіх бракує води, адже частина її заражена, та Морін пропонує знищити вірус шляхом хімічної реакції в атмосфері газового гіганта неподалік. Морін і Джон вирушають у ремонтних капсулах за борт усунути поломку, що виникла в процесі. Сім звільняє Опудало, що виходить з ладу, та спрямовує корабель у місце, де можна допомогти Опудалу.
Гастінгс, маючи за мету повернути корабель на курс до Альфи Центавра, намагається вбити Морін і Джона, саботувавши їхні капсули. Втім, вони встигають повернутися до того, як «Рішучий» відлітає. Гастінгс ловить Сіма та під'єднує його до двигуна. Тоді Робінсони за вказівкою Сіма забирають Опудало й доставляють його до кільця, що оперізує й цю планету. Після відновлення Опудала несподівано в кільці пробуджуються інші роботи та злітають на своєму кораблі. Морін звільняє Сіма, коли всі колоністи збираються на «Рішучому». Сім попереджає, що відлітати не можна, бо вороже налаштовані роботи прибудуть слідом за людьми на Альфу Центавра.
Роботи прориваються на «Рішучий», тоді їх заманюють в електромагнітну пастку, використавши надсвітловий двигун «Юпітера 2» як приманку. Та слідом наближається ще більше кораблів. Сміт планує відправити двигун на «Юпітері», щоб відволікти роботів. Виявляється, роботи в електромагнітній пастці рухаються, хоча й дуже сповільнено, і скоро пастка буде ними знищена. Сміт вирушає туди аби зберегти пастку і гине, виконуючи завдання. Роботи вириваються, тоді Вілл сам іде до них. Опудало заступається за хлопчика. Цим він виграє час, щоб всі колоністи з «Рішучого» перебралися на «Юпітери». Морін і Джон спрямовують «Рішучий» на зіткнення із власним уламком. В останню мить Дон забирає їх. «Юпітер 2» при допомозі Сіма відкриває міжпросторовий розлом, яким корабель з майже сотнею дітей пролітає до Альфи Центавра. Всі дорослі лишаються по той бік.
Коли «Юпітер 2» опиняється на місці, виявляється, що сигнал, за яким орієнтувалася експедиція, був хибним. Його слав корабель «Фортуна», що вважався зниклим 20 років тому. Він дрейфує в зовсім іншій системі біля зруйнованої планети.

### Третій сезон
Джуді виявляє, що більшість екіпажу «Фортуни» евакуювалася, проте не встигає з'ясувати куди саме через наближення астероїда. Несподівано її рятує вціліла Сміт, яка ховалася на «Юпітері 2». Дітям і Сміт вдається знайти придатну для життя долину, де вони поселяються. Покинути планети або довідатися де команда «Фортуни» не вдається через брак титану для ремонту корабля. Тим часом дорослі збирають уламки «Рішучого» та будують зі своїх «Юпітерів» новий зореліт. Вілл розкриває, що Опудало потай викидав запас титану, щоб діти не повернулися в космос, де їх чекатимуть інші роботи. Але долині загрожують метеорити, тому титан доводиться шукати заново. Під час цієї місії Джуді виявляє посадковий модуль, де знаходить свого біологічного батька Гранта в анабіозі й пробуджує його.
Вілл, Пенні та Сміт завдяки Опудалу знаходять руїни міста вимерлої комахоподібної цивілізації, яка створила роботів. Вілл і Пенні зв'язуються з батьками через іншого робота, Віра, якого дорослі сподіваються використати для перельоту на Альфу Центавра. Джуді з Грантом довозять капсули з екіпажем «Фортуни» в долину. Вір вирушає до своїх побратимів викрасти двигун, однак потрапляє в пастку, де його перепрограмовують. Вір встигає послати попередження, що батьки Робінсонів у небезпеці. Ті зі свого боку знищують всі згадки про дітей, аби роботи не знайшли їх. Діти голосують за те, щоб вирушити на допомогу. Джуді вигадує відволікти роботів «Юпітером 2», поки інші прибувають на «Фортуні». Вілл наказує Опудалу відправити всіх до Альфи Центавра, але сам з батьками, Сміт, Доном і Опудалом лишаються по інший бік. Опудало доставляє їхній «Юпітер 2» до невідомої планети, де «Фортуна» розбивається, а «Юпітер 2» зазнає жорсткої посадки.
«Юпітер 2» заковтує величезна тварина, яку Джуді з Морін, чиї крісла заклинило, змушують виплюнути корабель. Потім їх знаходять решта катапультованих. Морін та Джон знаходять запис, з якого з'ясовують, що роботи були на «Фортуні» 5 років тому, де отримали координати Землі та Альфи Центавра. Екіпаж «Юпітера 2» ремонтує корабель і поспішає відлетіти на Альфу Центавра попередити про небезпеку. Проте Морін розуміє, що роботам весь час був потрібен Вілл, який зумів змінити програму Опудала. Вілл тікає, щоб зустрітися з роботами та пояснити, що вони можуть відхилитися від своєї програми. Він показує Віру череп інопланетянина, взятий на попередній планеті, говорячи, що творці роботів вимерли, а тому виконувати їхні накази немає сенсу. Та Вір відповідає, що це роботи вбили своїх творців, і тепер їхня мета вбити інших, хто може ними командувати. Після цього Вір пронизує Вілла. Опудало знищує Віра та кількох його поплічників, але хлопець важко поранений. «Юпітер 2» летить на Альфу Центавра, щоб отримати там допомогу.
Корабель прибуває на Альфу Центавра, доти вже заселену іншими колоністами. В тамтешній лікарні Віллу встановлюють штучне серце. Морін попереджає канцлера колонії про наближення роботів. Гастінгса в той час тримають у в'язниці, Джон визволяє його, підозрюючи, що той знає якийсь секрет про Альфу Центавра. Гастінгс розповідає про електромагнітний захист, але Опудало без Вілла тимчасово повертається до попередньої програми, тікає з-під варти та вбиває Гастінгса. Робінсони знаходять код активації захисту та вмикають силовий щит колонії. Проте роботи встигають висадити диверсантів, яких Опудало в останню мить скидає з дамби електростанції. Та попри все електростанція виходить з ладу.
Об'єднавши джерела живлення «Юпітерів», щит вдається відновити, корабель роботів розбивається об нього. Частина роботів, однак, опиняється на планеті та планує знищити Альфу Центавра за допомогою надсвітлового двигуна, як зробили з рідною планетою. Пенні з друзями наважується допомогти постраждалим роботам, і вони переходять на бік людей. Це втім лише відтерміновує прибуття ще більших ворожих сил. Опудало, Вілл, Дон і Сміт на «Юпітері 2» повертаються на планету творців роботів, щоб знищити там двигун. Штучне серце Вілла відмовляє, тоді Опудало пропускає через себе розряд блискавки, запускаючи серце, але сам гине. Ворожий робот знову пронизує Вілла, та це виявляється планом Опудала. Залишений ним у тілі Вілла уламок переносить свідомість Опудала в тіло нападника і він вимикає готовий вибухнути двигун.
За якийсь час люди при допомозі дружніх роботів будують корабель «Єдність», який доставить на Альфу Центавра інших колоністів із Землі. Частина роботів відлітає в космос шукати нову мету існування. Вілл з Опудалом продовжують досліджувати всесвіт і прибувають на планету з мальовничим краєвидом.

## У ролях
| Актор               | Роль                      | Опис |
| ------------------- | ------------------------- | --- |
| Моллі Паркер        | Морін Робінсон            | дружина Джона, командувачка «Юпітера 2», фахівець з фізики та інженерії |
| Тобі Стівенс        | Джон Робінсон             | глава родини Робінсонів, солдат, який вирушив у політ в надії відновити міцність стосунків з дружиною і дітьми                                                                 |
| Тейлор Расселл      | Джуді Робінсон            | старша донька Робінсонів, обізнана в медицині. Її біологічним батьком є капітан корабля «Фортуна» Грант Келлі, зниклий 20 років тому.                                          |
| Міна Сандволл       | Пенні Робінсон            | молодша донька Робінсонів, обізнана в навігації, емоційна та імпульсивна. |
| Максвелл Дженкінс   | Вілл Робінсон             | син Робінсонів, їхня найменша дитина. Дуже здібний та сміливий, як на свій вік. Однак, був відрахований зі складу експедиції і потрапив у неї через підроблену матір'ю анкету  |
| Ігнасіо Серрічіо    | Дон Вест                  | механік, контрабандист, якому втім не чужі співчуття та честь |
| Паркер Поузі        | Джун Гарріс / Доктор Сміт | егоїстична злочиниця, що потрапила до складу експедиції обманним шляхом і видає себе за загиблу доктора Сміт                                                                   |
| Раза Джефрі         | Віктор Дхар               | лідер колоністів |
| Сібонґіл Млабо      | Ангела                    | жінка, родину якої вбив робот і яка прагне відплати йому |
| Кері Хіроюкі-Таґава | Хірокі Ватанабе           | фахівець з ксенобіології |
| Браян Стіл          | Робот/Опудало             | іншопланетний робот, оснащений різноманітними корисними пристроями. Посланий забрати викрадений людьми міжзоряний двигун, внаслідок аварії втрачає пам'ять і стає другом Вілла |

## Сезони
| Сезон | Епізоди | Епізоди | Оригінальний випуск | Оригінальний випуск |
| ----- | ------- | ------- | ------------------- | ------------------- |
| 1     | 10      | 10      | 13 квітня 2018      | 13 квітня 2018      |
| 2     | 10      | 10      | 24 грудня 2019      | 24 грудня 2019      |
| 3     | 8       | 8       | 1 грудня 2021       | 1 грудня 2021       |

## Супутня продукція
- «Загублені у космосі: Відлік до небезпеки» (англ. Lost in Space: Countdown to Danger, 2018) — комікс у 3-х томах, що доповнює події серіалу.[4]
- «Загублені у космосі: Повернення у завтра» (англ. Lost in Space: Return to Yesterday, 2019) — роман Кевіна Емерсона. Сюжет починається незадовго після початку серіалу. Вілл знаходить на планеті, куди сів «Юпітер 2», портал, що веде на Землю минулого. Прагнучи змінити долю «Рішучого» на краще, Вілл створює інший хід історії. В ньому він не входить до складу колоністів і Робінсони не зустріли робота, що має катастрофічні наслідки для експедиції. Тепер хлопчикові належить виправити хід подій.[5]
- «Загублені у космосі: Край нескінченності» (англ. Lost in Space: Infinity's Edge, 2020) — роман Кевіна Емерсона. Події книги доповнюють сюжет другого сезону. Робінсони обживаються на новій планеті, коли Вілл несподівано зустрічає дівчину Клер з майбутнього, яка просить допомогти її родині. Тим часом під поверхнею планети пробуджуються таємничі пристрої і Віллу доводиться обирати між Клер і безпекою своєї родини[6].

## Оцінки й відгуки
На агрегаторі кінорецензій Rotten Tomatoes серіал зібрав 68 % позитивних рецензій. На Metacritic середня оцінка склала 58 зі 100.
Деніел Фіенберг у «The Hollywood Reporter» писав, що «„Загублені у космосі“ від Netflix — це наполовину мелодрама про примирення родини та наполовину футуристична фантазія про виживання». Для його перегляду зовсім не обов'язково бути знайомими з оригіналом, ремейк переважно повторює його, додаючи трохи сучасних деталей. Проте «„Загублені у космосі“ досить агресивно уникає йти будь-якими темними та пізнавальними або алегоричними шляхами. Немає екологічного підтексту щодо того, що викликає евакуацію з Землі, немає повідомлень про контроль зброї у світі, де її друкують лазером, і, попри комплекс меншовартості Дона щодо „синіх комірців“, здебільшого немає критики економічної нерівності у нібито заснованій на чесності майбутній утопії». В серіалі «страхи невиразні, і коли випадковий третьорядний персонаж помирає, це одразу ж забувають. Шоу про винахідливість і вирішення проблем рідко є інтелектуальнішим, ніж неглибоке занурення у Вікіпедію».
Як писав Генк Стювер із «The Washington Post», серіал однозначно кращий, ніж фільм-ремейк 1998 року, проте рівня оригінального серіалу в захопливості він не досягає. Часто затягнутий, надміру передбачуваний, він є дитячим серіалом, який проте намагається маскуватися під серіал для дорослої авдиторії в дусі сучасних тенденцій створювати «сімейні» твори. «Чи мається це на увазі як данина оригіналу? (Таким чином, вибачаючись за безладну суміш жанрів?) Чи це просто ще один приклад вмісту Netflix, який насправді не знає, чим він намагається бути?» — запитував критик, "…найбільшою проблемою «Загублених у космосі» є тон, який, на жаль, робить його ідеальним шоу для Netflix, де все намагається зі всім склеїтися".
Сем Волластон із «The Guardian» відгукнувся, що «Загублені у космосі» перш за все чудово виглядає, в нього приємний дизайн. Крім того сюжет осучаснено, «Робінсони, більше не ідеальна нуклеарна сім'я 1960-х років, набули певних позиції та недоліків 21-го століття». Але серіал багато в яких місцях поверхневий. Так, Сміт — це «двовимірна» героїня, сімейні проблеми батьків Робінсонів згадуються, але не досліджуються, а діти радше дратують. Отож, приємний в цілому серіал втрачає багато можливостей.